# Mandril (cómic)
Mandril es un supervillano mutante ficticio que aparece en los cómics estadounidenses publicados por Marvel Comics.

## Historial de publicaciones
Mandrill apareció por primera vez en Shanna the She-Devil # 4 (junio de 1973). El fue creado por la escritora Carole Seuling y el artista Ross Andru. Steve Gerber dialogó en su primera aparición y escribió varias apariciones posteriores, pero negó haber participado en la creación del personaje, diciendo que era todo de Seuling.

## Biografía ficticia
Jerome Beechman era hijo de Frederic Beechman, físico del Laboratorio Nacional de Los Álamos en Nuevo México, y Margaret Beechman. Antes de concebir a su hijo, una explosión rompió el reactor nuclear de la instalación, bombardeando a Frederic y a una mujer de la limpieza con radiación. Cuando Jerome nació un año después, poseía piel negra (a pesar de que sus padres eran caucásicos) y mechones de vello corporal. Jerome fue despreciado por su familia debido a su aspecto extraño, y cuando tenía diez años su padre lo llevó al desierto de Nuevo México y lo abandonó.
Mientras deambulaba por el desierto, Jerome se encontró con Nekra Sinclair, la hija de la mujer de la limpieza que había sido bombardeada por la radiación en el mismo accidente que había afectado al padre de Beecham. Aunque sus padres eran negros, ella había nacido blanca albina y había desarrollado rasgos vampíricos. Durante seis años vivieron del robo y la recolección de residuos hasta que fueron atacados por una turba de linchamiento que pensó que eran monstruos. El odio desencadenado por el ataque manifestó la capacidad de Beecham para controlar a las mujeres con sus feromonas, así como los poderes de Sinclair, que los dos usaron para matar a algunos de sus atacantes y escapar del resto.
Ahora que poseía una apariencia más parecida a la de un mono, Beecham se convirtió en un criminal profesional y tomó el nombre de Mandril. Viajando a África, los dos conspiraron para derrocar y tomar el control de tres pequeñas naciones a través de un culto a la personalidad impulsado por la habilidad de feromonas de Mandril. Pretendían crear una sociedad libre de los valores que los habían llevado a ser rechazados cuando eran jóvenes. Este esfuerzo fue frustrado por Shanna la Diablesa. Después de su batalla, Beecham y Sinclair fueron capturados por S.H.I.E.L.D. Los dos escaparon, secuestraron al padre de Shanna en el proceso y eventualmente lo mataron.
Para su siguiente complot, actuaron como subversivos políticos, usando los poderes de Mandril para levantar al Espectro Negro, un culto de mujeres negras comprometidas con derrocar a Estados Unidos. Como líder del Espectro Negro, él luchó contra Thing y Daredevil. Junto a Nekra y el Espetro Negro, él atacó el Empire State Building y luchó contra Daredevil, Viuda Negra y Shanna. Mandril y sus aliados finalmente fueron derrotados en el césped de la Casa Blanca por los héroes. Aunque Nekra fue capturada, Mandril escapó de las autoridades.
Mandril levantó otro ejército de mujeres llamado Fem-Force. También reclutó a la Fuerza Mutante para que lo ayudara en su toma de control de los Estados Unidos y atacó una base de la Fuerza Aérea en Colorado. Los Defensores pusieron fin a esta aventura. Fuerza Mutante fue capturada. Mandril lideró a Fem-Force contra el Central Nuclear Indian Point, donde trabajaban sus padres. Luchó contra los Defensores nuevamente, pero al final Mandril fue derrotado cuando su propia madre le disparó. Sobreviviendo, escapó con la ayuda de algunos miembros de Fem-Force.
Mandrill no ha ocultado su misoginia. A menudo se ha aprovechado sexualmente de sus esclavas. El se casó con algunas de sus esclavas, volviéndose ilegalmente polígamo. En las páginas de Daredevil, se aludía a que había hecho de la Viuda Negra una de sus muchas conquistas.
Mandril intentó vengar la muerte de Nekra en Los Ángeles, California atacando al Segador. Mandril aparentemente fue asesinado, pero de alguna manera sobrevivió y luego fue encarcelado en la prisión experimental "Ant-Hill" de Nueva York, donde todos los prisioneros fueron reducidos en tamaño por las partículas Pym de Hank Pym. Un intento de fuga fue frustrado por She-Hulk. Mandril fue encarcelado en La Balsa, donde escapó durante The New Avengers #1 para unirse al equipo de villanos de control mental de Crossfire en Spider-Man: Breakout. El fue capturado por Spider-Man en las páginas de los especiales románticos de febrero de Marvel. Mandril es uno de los pocos mutantes comparativos que conservaron sus poderes tras el evento Decimation de Marvel.
La Capucha contrató a Mandril como parte de su organización criminal para aprovechar la división en la comunidad de superhéroes causada por la Ley de Registro de Superhumanos. El los ayudó a luchar contra los Nuevos Vengadores, pero fue derrotado por el Doctor Strange.
Cuando Alyosha Kravinoff (el hijo de Kraven el Cazador) comenzó a coleccionar un zoológico de superhumanos con temas de animales algún tiempo después de la historia de la "Guerra Civil", Mandril se ve claramente en una de las jaulas. Más tarde él atacó a Punisher, quien lo derrotó con una serie de golpes. El ojo izquierdo de Mandril fue desalojado en el ataque.
Durante la historia de "Invasión Secreta", Mandril fue uno de los muchos prisioneros que escaparon de la prisión La Balsa por supervillanos. Él ayuda al grupo de Capucha y se alía con los héroes para luchar contra una fuerza de invasión Skrull en Central Park. Como se ve en los flashbacks, Capucha ha usado sus poderes para liberar a sus hombres y limpiar su grupo de infiltrados Skrull.
Durante la historia de Dark Reign, Mandril se une a la pandilla de Capucha en un ataque contra los Nuevos Vengadores, que esperaban a los Vengadores Oscuros en su lugar. Más tarde se ve a Mandril consultando con Capucha sobre la adquisición del virus zombie. Él discute con Capucha que el virus es demasiado peligroso, pero Dormammu obliga a Capucha a obtener el virus de todos modos. Se ve que Mandril está entre los nuevos reclutas del Campamento H.A.M.M.E.R.. Mandril está con el sindicato del crimen de Capucha cuando Capucha les dice que ahora son agentes independientes de Norman Osborn.
Mandril ayuda a Grifo a atacar a Spider-Man y Spider-Woman, y toma el control de Spider-Woman. Spider-Man le pone telarañas a Mandril en la cara y Spider-Woman se resiste a su control y golpea a Mandril en la boca. Se le ve durante la batalla de Camp: HAMMER, hasta que Hood le ordena teletransportarse para ayudar a Osborn en el Asedio de Asgard. Después de que termina la batalla, Mandril es arrestado junto con otros miembros de la banda de Capucha.
Durante la historia de "Hunted", Mandril se encuentra entre los superhumanos con temática animal que fueron capturados por Taskmaster y Hormiga Negra para la Gran Cacería de Kraven el Cazador. Después de que la mayoría de los superhéroes con temas de animales se reagruparon, Spider-Man mencionó que Mandril fue asesinado en medio del caos causado por los Hunter-Bots.
Más tarde, se vio que Mandril era uno de los prisioneros en la prisión durante la estadía del Capitán América. Durante la fuga orquestada por el Capitán América, Mandril ayudó al Capitán a abrir una escotilla, sin embargo, cuando el Capitán les dijo a los prisioneros que lo hicieran, Mandril cuestionó sus órdenes solo para recibir un disparo del bláster aturdidor de un guardia de la prisión.

## Poderes y habilidades
Mandril es un mutante que exuda feromonas que le otorgan la capacidad química de atraer y esclavizar a las mujeres. Ciertas mujeres de mayor fuerza de voluntad pueden resistir su control. Una descarga eléctrica leve puede liberar a las víctimas de su control. Su poder es ineficaz contra los machos. También tiene fuerza, velocidad, agilidad, destreza, flexibilidad, reflejos, coordinación, equilibrio y resistencia sobrehumanos comparables a los de un gran simio. También es un hábil acróbata y combatiente cuerpo a cuerpo. Mandril tiene una inteligencia superior a la normal y es un planificador y estratega talentoso. En al menos un caso, Mandril usó medios tecnológicos para alterar y aumentar su poder de modo que verlo hipnotizó al masculino Thing.

## En otros medios

### Televisión
- Mandril aparece en The Avengers: Earth's Mightiest Heroes, con la voz de Fred Tatasciore. En el episodio "El Hombre en el Hormiguero", se le muestra como un recluso de la Casa Grande. En el episodio "La Fuga, Parte 1", Mandril se encuentra entre los reclusos que escapan cuando ocurre una fuga masiva. En el episodio "Se requiere algo de ensamblaje", Los Vengadores capturan fácilmente a Mandril luego de su intento de robo a un banco. A partir del episodio "El Hombre que robó el Mañana", Mandril fue encarcelado en la Prisión 42.
- Mandril aparece en el episodio de M.O.D.O.K., "If Saturday Be... For the Boys!", con la voz de Kevin Michael Richardson. Esta versión está en una relación con la exesposa de Armadillo y tiene genitales grandes, lo cual es cómicamente censurado.[33]

### Videojuegos
Mandril aparece en Marvel: Avengers Alliance. Es asesinado por el Círculo de los Ocho.